# Ezio Leonardi
Ezio Leonardi (Mezzomerico, 25 de julho de 1929 – 1 de maio de 2025) foi um político italiano que serviu como prefeito de Novara de 1971 a 1978 e como senador por duas legislaturas (1987–1992 e 1992–1994).

## Morte
Leonardi morreu no dia 1° de maio de 2025, aos 95 anos.